# Quirigua (estación)
La estación sencilla Quirigua forma parte del sistema de transporte masivo de Bogotá llamado TransMilenio, el cual fue inaugurado en el año 2000.

## Ubicación
La estación está ubicada en el noroccidente de la ciudad, más específicamente en la Avenida Medellín entre carreras 94J y 95. Se accede a ella a través de un puente peatonal ubicado en la Carrera 94J (costado norte) y en la Carrera 94 (costado sur).
Atiende la demanda de los barrios Santa Rosita, Quirigua y sus alrededores.
En las cercanías están Tiendas Ara, el CAI Quirigua, el Colegio Guillermo León Valencia y el Parque Santa Rosita.

## Origen del nombre
La estación recibe su nombre del barrio ubicado en el costado norte.

## Historia
En el año 2000 fue inaugurada la fase I del sistema TransMilenio, desde el Portal 80, hasta la estación Tercer Milenio, incluyendo la estación Quirigua.

## Servicios de la estación

### Servicios troncales
| Tipo                                            | Rutas al Noroccidente | Rutas al Norte | Rutas al Sur |
| ----------------------------------------------- | --------------------- | -------------- | ------------ |
| Ruta fácil                                      | 6                     |                | 6            |
| Expresos lunes a sábado todo el día             | D20                   |                | H20          |
| Expresos lunes a viernes hora pico de la mañana |                       | B55            |              |
| Expresos lunes a viernes hora pico de la tarde  | D55                   |                |              |

### Esquema
| ← Occidente |            |
| 6D20D55     | Carrera 94 |
| Vagón 1     | Puente     |
| 6B55H20     | Carrera 94 |
| Oriente →   |            |

### Servicios urbanos
Así mismo funcionan las siguientes rutas urbanas del SITP en los costados externos a la estación, circulando por los carriles de tráfico mixto sobre la Calle 80, con posibilidad de trasbordo usando la tarjeta TuLlave:
| Código | Sector              | Dirección     | Rutas        |
| ------ | ------------------- | ------------- | ------------ |
| 409A04 | D Estación Quirigua | AC 80 - KR 94 | L155L800 T21 |
| 493A04 | D Estación Quirigua | AC 80 - KR 94 | D204         |

## Ubicación geográfica
| Noroeste: Engativá | Norte: C La Campiña | Nordeste: Engativá |
| Oeste: D Portal 80 |                     | Este: D Carrera 90 |
| Suroeste: Engativá | Sur: Engativá       | Sureste: Engativá  |